# Ratonero holandés
El Perro ratonero holandés (Dutch Smoushond, Hollandse Smoushond o Dutch Ratter) es una raza canina de tamaño pequeño descendiente de perros tipo terrier alemanes y holandeses que se mantenían en los establos para eliminar ratas y ratones.
Relacionados con los Schnauzer, son raros y poco conocidos fuera de los Países Bajos, su país de origen. Se les adjetivó holandeses para evitar confusiones con el grifón belga, de características similares.

## Historia
El Club holandés de ratoneros (Smoushondenclub) se fundó en 1905 para documentar y registrar esta raza como pura, ya que se encontraba al borde de la extinción
. Hay una referencia ilustrada de la raza en el libro de 1996 "Dogs" del artista holandés Rien Poortvliet.

## Apariencia
El Dutch Smoushond es de pequeño tamaño, con un peso máximo de 10 kg y una altura de 43 cm a la cruz. Su manto impermeable es duro y tupido y de cualquier variación de color amarillo. La forma característica de la cabeza, ancha y corta con orejas caídas desde lo alto del cráneo, lo define.